# Ļ
Ļ – litera alfabetu łacińskiego używana w języku łotewskim, oznaczająca głoskę /ʎ/. Wymawiana jak serbo-chorwackie lj, hiszpańskie ll, portugalskie lh albo włoskie gl.